# Thestor kaplani
Thestor kaplani är en fjärilsart som beskrevs av Dickson och Alexander Charles Stephen 1971. Thestor kaplani ingår i släktet Thestor och familjen juvelvingar. IUCN kategoriserar arten globalt som sårbar. Inga underarter finns listade i Catalogue of Life.